# 有線娛樂新聞台

CEN台徽（2010年9月13日-2011年7月4日）

有線娛樂新聞台台徽（2003年7月28日-2010年9月13日）

有線娛樂新聞台（英文名稱i-CABLE Entertainment News），是全亞洲首個二十四小時報道娛樂新聞的電視頻道，亦是全球首條以中文播放的同類頻道，於2003年7月28日首播，並曾邀得吳君如等擔任星級主播，屬於有線電視娛樂平台，頻道屬於香港有線娛樂有限公司。
啟播以來曾多次進行節目內容改革，更一度於2010年9月13日至2011年7月4日用上CEN作為台徽及頻道名稱，2011年7月4日晚上，有線娛樂新聞台再度改革時才用回中文全名及轉用新台徽。
有線娛樂新聞台每天提供報道精華予香港有線新聞速遞有限公司，以有線新聞直線名義在港鐵觀塘綫、東鐵綫、西鐵綫和馬鞍山綫列車播放。2013年6月1日起，有線娛樂台及有線娛樂新聞台進行合併，改名為高清奇妙台，同時轉換新台徽。
有線娛樂新聞台合併前，其主要競爭對手為now觀星台及TVB娛樂新聞台。

## 歷史

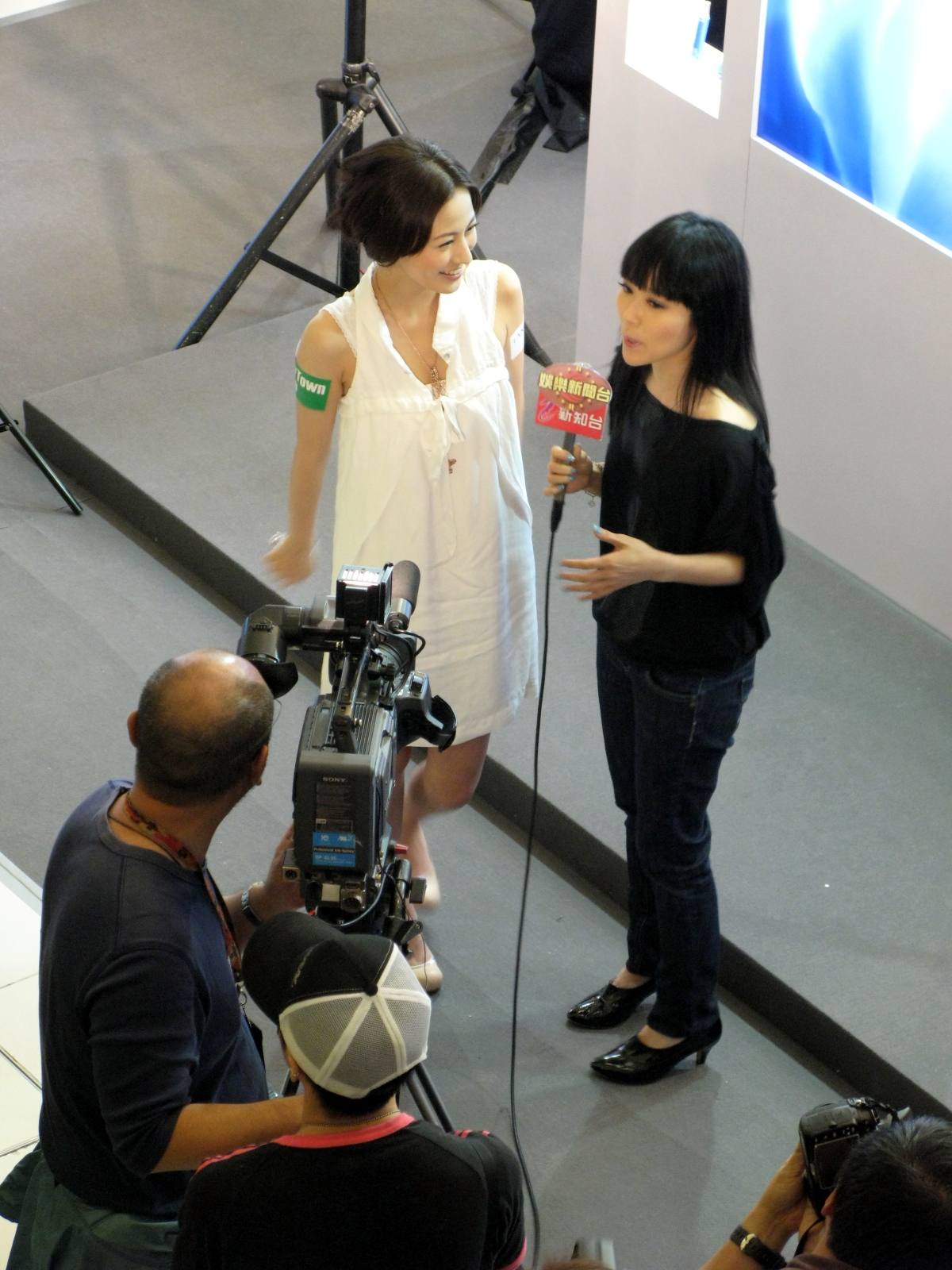
有線娛樂新聞台記者訪問娛樂名人

有線娛樂新聞台在2003年7月28日晚上7時於有線第1頻道啟播，當天舉行啟播典禮，並邀請娛樂圈人士參與。出席嘉賓包括成龍、吳君如、尹子維、向華強伉儷、應采兒、Beyond、姚樂碧、黃浩然、麥家琪、連凱、李珊珊、安志傑、張文慈、王合喜、李司棋、呂頌賢、陳細潔及陳妙瑛等等。當晚9時正式播放首節娛樂新聞報導，其他播放節目包括娛樂一週等。
娛樂新聞台啟播後，增設立節目「先睇星期四」及「再睇星期五」，但節目在2005年12月30日後結束播放。
娛樂新聞台也於香港有線電視有線A台啟播後精選娛樂新聞報導，在有線A台播放，並提供片段於香港有線衛視新知台的「娛樂新知」。
2006年7月28日，慶祝啟播三週年，有線娛樂新聞台於當天開始改革節目播放時段和內容。2006年7月31日起，增設「午間娛樂新聞報導」，於12:30使用新廠景播放；另外於23:00設立「重點娛樂新聞報導」。每日直播的娛樂新聞時段增至五次，包括以下時段：每日19:00、21:00及23:00，合共四十九次。直播時段較競爭對手無線娛樂新聞台為多。此外，娛樂新聞報導的動畫片頭也重新設計，並配合節日更換。最後，有線娛樂新聞台於每個週末增設三節娛樂一週，分別獨立報導日本、韓國及國際娛樂消息，每節半小時。三個節目分別為「日本娛樂一週」（黃子俊主持，星期五22:30首播）、「韓國娛樂一週」（劉明軒主持，星期六22:30首播）及「國際娛樂一週」（李潤庭主持，星期日11:30首播）。
2007年起，配合同集團的有線A台重新定位為有線電視第1台，娛樂新聞台增加提供「娛樂新聞報導」的時段。另外也安排主播主持香港有線衛視新知台首設的「娛樂新知（粵語版）」。
2008年初起，「國際娛樂一週」暫停播放，「日本娛樂一週」及「韓國娛樂一週」合併為「日韓娛樂一週」（黃子俊及劉明軒主持，星期日12:30首播），「日韓娛樂一週」已於2008年10月停播，而「午間娛樂新聞報導」已於2008年11月24日起停播，並增設「娛樂新聞報導下午要聞」及「晚間娛樂新聞報導」，分別安排於每日16:00及19:00播放，同時在星期一22:30增設「區陸孖人Show」。「娛樂新聞報導下午要聞」於2009年4月27日停播。「晚間娛樂新聞報導」及「重點娛樂新聞報導」於2009年5月25日停播。2009年11月30日起，增設「攻星計」、「大娛堂」及「串爆娛樂」。「串爆娛樂」已於2010年7月停播。
2010年9月13日起，有線娛樂新聞台易名為CEN，以全新面貌與大家見面，加入更多新節目及強化節目內容。CEN增設更多新節目，包括「正視天下」、「大流行」、「C1．直播室」、「真實．謊言」、「X解碼」、「有線製造」、「電影迷」、「潮拜教室」、「薛凱琪唔做薛凱琪」及「音樂起義」等。而「娛樂新聞報導」則更名為「C1．直播室」。
2011年7月4日CEN再次進行改革並改用「娛樂新聞台」中文名及轉用新台徽，改革後，「C1．直播室」改名為頭條娛樂、與「大娛堂」相類近的節目今日觀點、「主播會客室」會改名為星級會客室，節目會由娛樂圈文壇第一筆汪曼玲擔任主持、娛樂新聞報道亦會再次在改革後的娛樂新聞台推出、另外還開拓新時段，逢星期一至五上午9時即日娛樂標題，每小時無間斷送上全球即日娛樂頭條，報導當日新鮮出爐的報章、雜誌、網站各版面的熱辣新聞標題及封面猛料。
2012年1月22日起，有線娛樂新聞台開拓星期日中午12:30時段播放「娛樂大飲茶」，活在星光下同日停播。3月10日起增設全新節目「樂壇第一手」（1st Hand music）、「大Fun享」及「還看當年」。
2012年7月9日起，有線娛樂新聞台於星期一至五上午9時的「即日娛樂標題」改名為「娛樂Morning Call」，9月3日起於晚上11時播映的「今日觀點」改為晚上8時30分直播。
2012年12月3日起，有線娛樂新聞台會進行改革，增設全新節目娛樂檔案、明星私相簿、潮玩潮食。
2013年6月1日起，有線娛樂台及有線娛樂新聞台會進行合併，改名為高清奇妙台，同時轉換新台徽（奇妙台其後復名為有線娛樂台）。而原播出頻道則用來播放當日起啟播的有線奇寶台（其後改名為有線劇集台）。
2018年8月6日，《蘋果日報》報道有線以「重新調配及靈活運用現有資源」為由，娛樂新聞組大裁員，包括製作部創作經理、多名編輯、記者、攝影記者、製作經理及兩名導演。其廠景將於9月3日凌晨零時直播最後一節《娛樂新聞》，此後每日播出的《娛樂新聞》將外判製作，只會播放採訪片段。

## 節目
有線娛樂新聞台主力報道香港、台灣及中國娛樂圈新聞，並會播放日韓及國際娛樂資訊。當大型影展，如法國康城影展、意大利威尼斯影展及日本東京國際電影節等舉行時，會派記者到當地直擊採訪報道。另外節目也會報道時裝趨勢，也會派記者前往巴黎、米蘭及東京時裝展進行採訪，報道流行時裝趨勢。

### 娛樂台現時所播放娛樂新聞節目
- 7:00娛樂新聞（直播時間：每日19:00）
- 娛樂新聞（逢星期一至五：22:00）
- 午夜娛樂新聞（每日00:00）
- 今日觀點孖人Show（逢星期一、二：20:30、23:30）
- 今日觀點巴打同學會（逢星期三：20:30、23:30）
- 今日觀點Ladies' Night（逢星期四：20:30、23:30）
- 今日觀點-Phone聲四起（逢星期五：20:30、23:30）
- 電影蒙太奇（Cinema Montage；逢星期六：18:30）
- 星級會客室（逢星期六：22:30）
- 樂壇第一手（逢星期日：18:30）
- 大韓瘋（星期五娛樂新聞內播出）
- 明人派對（星期日娛樂新聞內播出）
- 娛樂新聞專題組（不定時娛樂新聞內播出）
- 最潮拜（不定時娛樂新聞內播出）

### 曾播映節目
- 先睇星期四
- 再睇星期五
- 韓咁威
- 日韓娛樂一週（前身為日本娛樂一週及韓國娛樂一週）
- 國際娛樂一週
- 午間娛樂新聞報導
- 一週K潮放送廣告雜誌
- 區陸孖人Show
- 發揮音樂
- 娛樂新聞報道下午要聞
- 最．潮拜
- 晚間娛樂新聞報道
- 重點娛樂新聞報道
- 電影先知
- 串爆娛樂
- 攻星計
- 123大流行
- 真實．謊言
- 薜凱琪唔做薜凱琪
- 音樂起義
- X解碼
- 潮拜教室
- 型男廚房
- 有線製造
- 電影迷
- 大流行
- 正視天下
- 週日正視天下
- 娛樂一週
- C1．直播室
- 大娛堂
- 主播會客室
- 全城熱唱Neway娛樂排行榜
- 活在星光下
- 大Fun享
- 娛樂大飲茶
- 即日娛樂標題
- 還看當年
- 還看當年-傑出電影人系列
- 還看當年（第二輯）
- 活在星光下 2
- 娛樂Morning Call
- 潮玩潮食
- 娛樂檔案（娛樂新聞內播出）
- 明星私相簿（娛樂新聞內播出）
- Nel Nel衣道（娛樂新聞內播出）
- 娛樂新聞玩玩「夏」- 那夜凌晨，讓我們感動過的
- 今日觀點 夏日對決

### 曾播映特備節目
- 愛是不保留（2009年）
- 壞旦共同社（2011年）
- 乖女廚房 陳嘉桓（2012年）
- 新手媽咪 余思敏（2012年）
- 蛇來運到大豐收（2013年）
- 福星高照喜琳門（2013年）
- 蛇年唱旺星聲Sing（2013年）
- 靈蛇舞動賀歲盃（2013年）

## 頻道發展及影響
由於香港大部分歌星和藝員與電視廣播有限公司有合約關係，有指無綫電視舉行的活動一直不允許有線電視參與採訪。其中商業電台節目主持人查小欣在專欄指出：「其實無綫的活動一直全面封殺有線，不允許有線採訪，無綫亦封殺任何在有線主持節目的藝人，並且「勸喻」電影公司、唱片公司、經理人公司，如要得到無綫的「友誼」，便不可讓旗下非無綫合約藝人亮相有線和亞視。作為電視台阿一，無綫盡露霸王花本色。」
因此，有線電視初期的訪問片段有些是向境外電視台購買的，其餘則自行拍攝。自行拍攝的片段，多為與無綫電視無直接關係的藝員；另有些是包含有線娛樂新聞台的麥克風，但是由其他電視台的記者進行訪問。而境外電視台購買回來的片段中，受訪者不論是否與無綫電視有合約關係，則以國語回答問題。
啟播後數年，部份與無綫有合約的歌星藝員已很樂意接受有線娛樂新聞台的訪問，包括草蜢、陳小春與陳慧琳等。他們在2006年各自的演唱會記者會上都願意直接面對鏡頭，進行有問有答的專訪。然而專訪中不會見到有線娛樂新聞台的咪牌及會用國語回答，以免違反藝人與無綫電視之間的合約。後來，金牌娛樂、東亞娛樂、英皇娛樂、環球唱片的藝人也會接受娛樂新聞台中的專訪。
2006年5月，無綫電視為宣傳旗下正視音樂製作的唱片《金牌女兒紅》，破例讓旗下多名有份參與灌錄該唱片的女藝員以廣東話分別接受有線娛樂新聞台及另一間電視台亞洲電視的獨家專訪，並能展示各台咪牌。
2006年中，無綫娛樂新聞台啟播，成為有線娛樂新聞台的主要競爭對手。在無綫娛樂新聞台的開幕盛典邀請卡畫有一個播出類似有線娛樂新聞台台徽的電視機爆炸，標題為「向歷史說再見」，被指影射有線娛樂新聞台。

無綫娛樂新聞台更邀請有線電視參與該台的開幕盛典。
商業電台節目主持人查小欣在2006年7月5日的文匯報指出，無綫娛樂新聞台的製作人余詠珊曾是有線主要製作人，可針對有線電線的弱點來改善無綫娛樂新聞台，也指出無綫與香港大部份藝人有合約，「不用下命令，藝人們都會識做地不接受有線之訪問」。另外也曾表示「可以肯定的是，得益的是藝人，電影和唱片（業），因為多了個宣傳的渠道」。
2010年，隨著無綫與四大唱片公司的版權糾紛，多位HKRIA歌手，如譚詠麟、張學友、陳慧琳、陳奕迅、謝安琪、張敬軒、關楚耀、孫耀威、Swing、Mr.、薛凱琪、周柏豪、周子揚、連詩雅、馮曦妤、陳柏宇，甚至有「無線契仔」之稱的李克勤都開始以廣東話接受CEN的訪問，訪問時咪牌也可在鏡頭前出現。
2011年，因東亞唱片不滿無綫《勁歌頒獎禮》賽果，旗下歌手何韻詩也開始以廣東話接受CEN的訪問。

## 爭議

### 莎朗史東受訪「報應論」
莎朗史東在2008年5月於坎城影展接受有線娛樂新聞台（CEN）訪問，被問到四川的地震看法，她「Is that Karma?」一句回應被曲解作「報應論」。
有中國網民更將她與西藏流亡精神領袖達賴喇嘛屬好友關係穿鑿附會，指沙朗將汶川地震是中共對中國在西藏鎮壓後的報應。事後，莎朗稱香港媒體歪曲其言論。
及後，香港有線電視反駁稱全部言論都是莎朗親口表述，並且在香港有線電視官方網站播放完整版採訪錄像。香港藝人如「肥媽」也紛紛指摘其言論冷血。之後莎朗一番話更被個别媒體曲解為「四川地震是懲罰中國不准西藏獨立」。
但同時亦有多位傳媒人撰文指摘有線，指記者曲解了莎朗言論。其中林忌撰文稱風波源自有線記者胡亂竄改沙朗意思。他指出CEN把莎朗提到的「之前在想」( I thought) 刪去，把疑問句的「這是報應嗎？」 (Is that Karma, …?) ，篡改為「這是報應吧」(That is Karma!)。林忌指有線記者和後製團隊不理英文文法對疑問句和感嘆句的不同處理，連小學生的英文水平也不如。
陳嘉銘指出，記者除缺乏充分的英文理解能力外，也對宗教詞彙錯誤解讀，不但將Karma的原意「因果」錯譯為「報應」，但又省卻莎朗後半段的正面說法，其操守令人質疑。
而袁彌明更將莎朗口述原文分析，指摘不懂英文和斷章取義的人沒資格作出批評。
是次事件引起巨大爭議，事後莎朗為平息事件致歉，但迪奥（Dior）等品牌則終止她在中國地區的代言人職務。

## 主播
有線娛樂新聞台的主播，除了報道新聞，還會以嘉賓身分參與電視遊戲節目、擔任各類型活動司儀、拍攝旅遊特輯、接拍廣告及電影等，定位有如電視台藝人。此與有線新聞台及有線財經資訊台主播，專注報道新聞及主持節目的定位有所不同。
| 男主播   |        |        |        |        |
| 嚴崇天   | 鄺凱亮 | 李尚正 |        |        |
|          |        |        |        |        |
| 女主播   |        |        |        |        |
| 劉明軒   | 王曉君 | 可宜   | 黃芳雯 | 郭志美 |
|          | 簡采恩 | 區淑妍 | 婁吉瓊 |        |
| 離職主播 |        |        |        |        |
| 黃翠如   | 區永權 | 陳貝兒 | 梁嘉琪 | 蕭漢祥 |
| 朱真真   | 陳仲欣 | 王慧妍 | 陳浩邦 | 莫家淦 |
| 蕭 莉    | 黃素璧 | 陳曉華 | 胡朗蘋 | 邱舒文 |
| 余思敏   | 鄭 文  | 黃子俊 | 林佑蔚 | 吳婉恩 |
| 高緻欣   | 陸浩明 | 虞逸峯 | 衛志豪 | 史澤雅 |
| 鍾健威   | 李潤庭 | 潘梓鋒 | 陳啟峰 | 陳如楓 |
| 羅嘉如   | 李敏儀 |        | 李慧儀 |        |

## 海外播放

### 香港播放
有線娛樂新聞台現時在香港收看，該頻道此播放版本與美國播放版本不同，該頻道除了播放有線娛樂新聞之外，其餘時間播放有線娛樂新聞台自製節目。

### 美國播放
有線娛樂新聞台現時在全美國寬頻電視「玉平台」第5頻道收看，該頻道此播放版本與香港播放版本不同，該頻道除了播放有線娛樂新聞之外，其餘時間播放有線電視製作節目包括旅遊、音樂、生活消閒、飲食、玄學節目。

## 外部連結
- 香港有線娛樂有限公司 （页面存档备份，存于）
- 玉平台寬頻電視相關網站(有線娛樂新聞台)